# Verdens Gang
Verdens Gang (in het spraakgebruik VG) is een Noors populair dagblad, uitgegeven door het media-conglomeraat Schibstedt. De krant verschijnt in tabloidformaat en heeft ook een uitgebreide interneteditie. De krant was van 1981 tot 2010 qua oplage de grootste krant van Noorwegen. De grootste oplage had VG in 2002 met ruim 390.000 exemplaren. De krant werd qua oplage later voorbijgestreefd door Aftenposten. In 2012 had de krant een oplage van 112.000 exemplaren. De onlineversie vg.no is met 1.9 miljoen bezoekers per dag echter de grootste digitale krant van Noorwegen.  
Hoofdredacteur is sinds 2011 Torry Pedersen. Verdens Gang lanceert elke week een hitlist, de VG-lista.